# Kołaczkowo (gromada)
Kołaczkowo – dawna gromada, czyli najmniejsza jednostka podziału terytorialnego Polskiej Rzeczypospolitej Ludowej w latach 1954–1972.
Gromady, z gromadzkimi radami narodowymi (GRN) jako organami władzy najniższego stopnia na wsi, funkcjonowały od reformy reorganizującej administrację wiejską przeprowadzonej jesienią 1954 do momentu ich zniesienia z dniem 1 stycznia 1973, tym samym wypierając organizację gminną w latach 1954–1972.
Gromadę Kołaczkowo z siedzibą GRN w Kołaczkowie utworzono – jako jedną z 8759 gromad na obszarze Polski – w powiecie wrzesińskim w woj. poznańskim, na mocy uchwały nr 42/54 WRN w Poznaniu z dnia 5 października 1954. W skład jednostki weszły obszary dotychczasowych gromad Grabowo Królewskie, Kołaczkowo (bez obszaru włączonego do nowo utworzonej gromady Wszembórz) i Żydowo, ponadto miejscowość Chuby z dotychczasowej gromady Gorazdowo, miejscowość Łagiewki z dotychczasowej gromady Budziłowo oraz miejscowość Olędry z dotychczasowej gromady Borzykowo ze zniesionej gminy Borzykowo, a także obszar dotychczasowej gromady Gorzyce oraz obszar pod zalesienie o powierzchni 22,70 ha (oznaczony "Kębłowo-Lipie nr 72") z dotychczasowej gromady Bugaj ze zniesionej gminy Miłosław – w tymże powiecie. Dla gromady ustalono 17 członków gromadzkiej rady narodowej.
Gromadę zniesiono 1 stycznia 1960, a jej obszar włączono do nowo utworzonej gromady Borzykowo w tymże powiecie.
1 stycznia 1973 w powiecie wrzesińskim utworzono gminę Kołaczkowo.